# Studzionka (Pszczyna)
Studzionka (deutsch Staude) ist eine Ortschaft mit einem Schulzenamt der Gemeinde Pszczyna im Powiat Pszczyński der Woiwodschaft Schlesien in Polen.

## Geographie
Das Dorf liegt im Auschwitzer Becken. Es hat eine Fläche von 2308 Hektar.
Nachbarorte sind Pawłowice im Westen, Mizerów im Norden, Brzeźce im Nordosten, Wisła Wielka im Südosten sowie Wisła Mała im Süden.

## Geschichte
Das Dorf liegt im Oberschlesien.
Der Ort wurde um 1305 im Liber fundationis episcopatus Vratislaviensis (Zehntregister des Bistums Breslau) erstmals urkundlich als Item in Stuczonka deberit [debent] esse XL mansi erwähnt. Die Pfarrei Studna wurde im Peterspfennigregister des Jahres 1326 im Dekanat Auschwitz des Bistums Krakau erwähnt, was auch ein Beispiel kleiner Grenzänderungen zwischen Bistümern war. Es gehörte danach zum Bistum Krakau bis zu der Zeit der Reformation und danach wieder zum Bistum Breslau.
Der Ortsname ist von altponischen Appellativ studzionka bzw. studzienka (kleiner Brunnen, Bach) abgeleitet. Im Mittelalter auch Studnia (wörtlich Brunnen), davon die eingedeutschte Formen Staudin und Staude abgeleitet wurden, möglicherweise nach der Assoziation mit dem Wort Staude (Strauch). Im 19. Jahrhundert Studziunka unter dem Einfluss des schlesischen Dialekts.
Politisch gehörte das Dorf zum Herzogtum Ratibor in der Zeit des polnischen Partikularismus. Seit 1327 bestand die Lehnsherrschaft des Königreichs Böhmen und seit 1526 gehörte es zur Habsburgermonarchie.
Am 21. Februar 1517 wurde die Freien Standesherrschaft Pleß mit dem Dorf es Studenka von Kasimir II. von Teschen verkauft. Nach dem Ersten Schlesischen Krieg und dem Vorfrieden von Breslau (1742) gehörte es zum Königreich Preußen.
In der Volksabstimmung in Oberschlesien über die künftige Zugehörigkeit Oberschlesiens vom Jahre 1921 votierten 569 von 814 Wählern für Polen, gegen 237 Stimmen für Deutschland.
Nach der polnischen Annexion Ost-Oberschlesiens 1922 gehörte Studzionka zu Polen. Unterbrochen wurde dies nur durch die Besetzung Polens durch die Wehrmacht im Zweiten Weltkrieg.
Von 1975 bis 1998 gehörte Studzionka zur Woiwodschaft Katowice.

## Religion
Die römisch-katholische Pfarrei gehört zum Erzbistum Katowice. Die evangelische Pfarrei gehört zur Diözese Katowice.

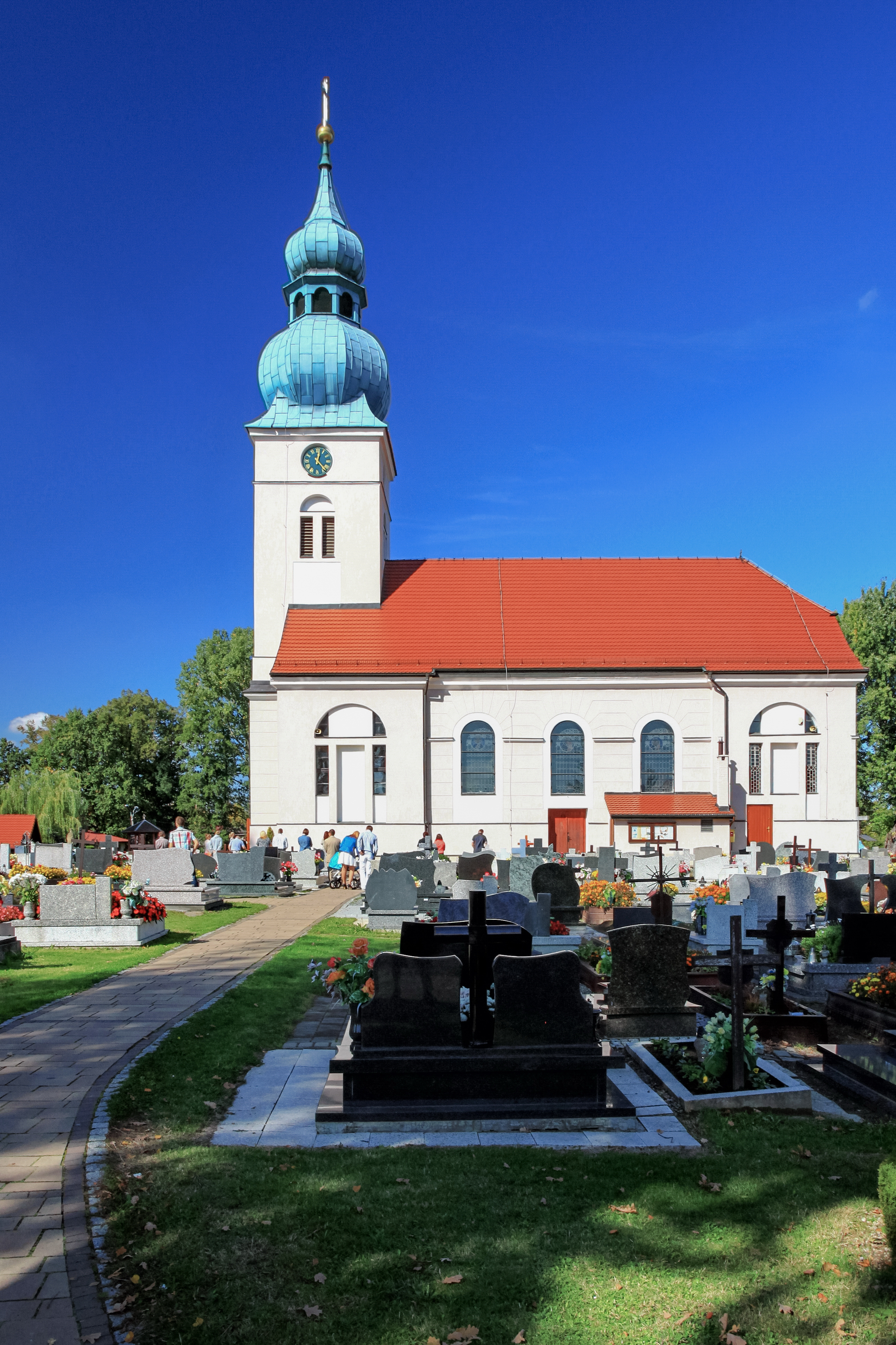
Katholische Kirche
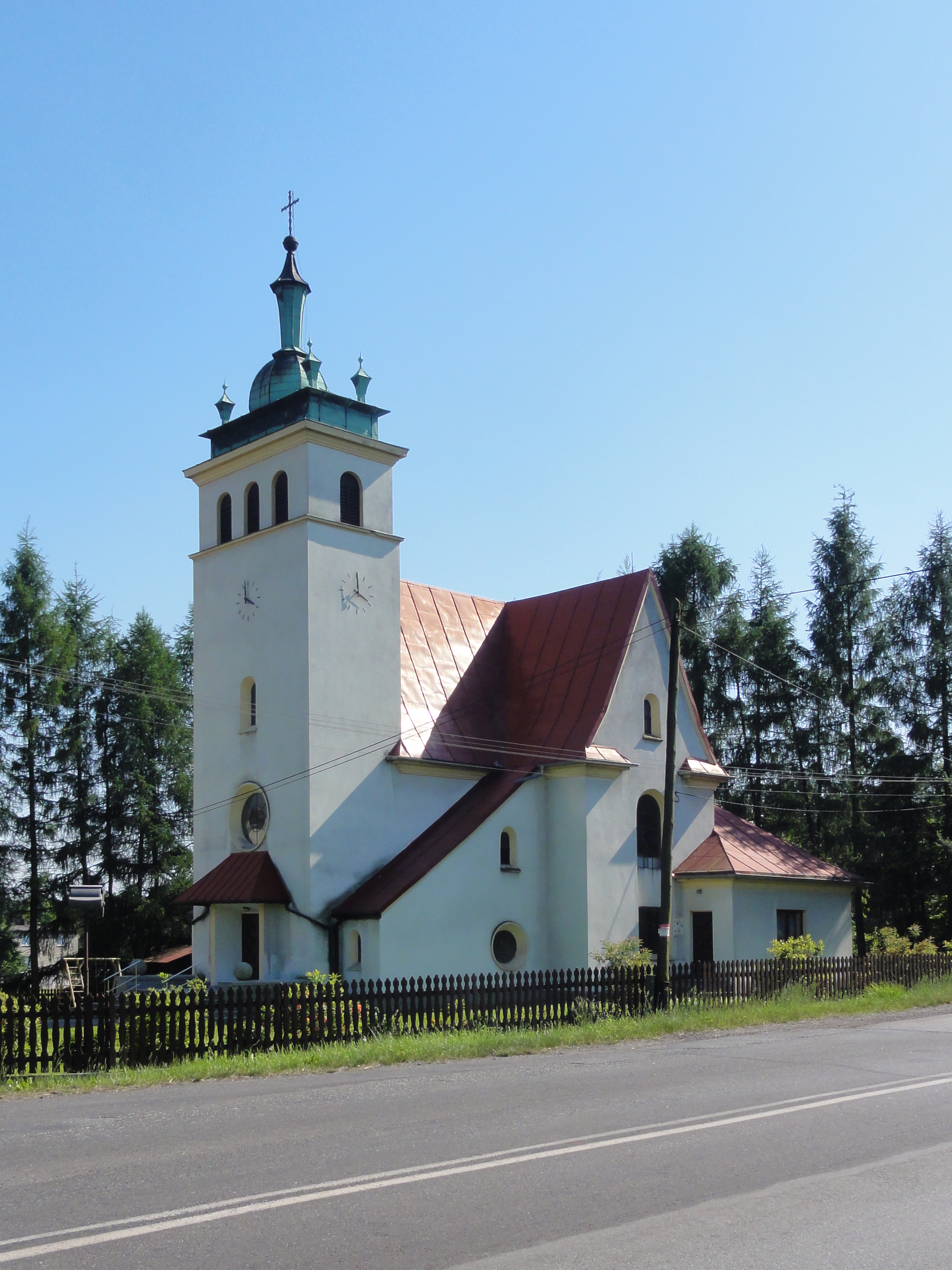
Evangelische Kirche